# Supersaturação

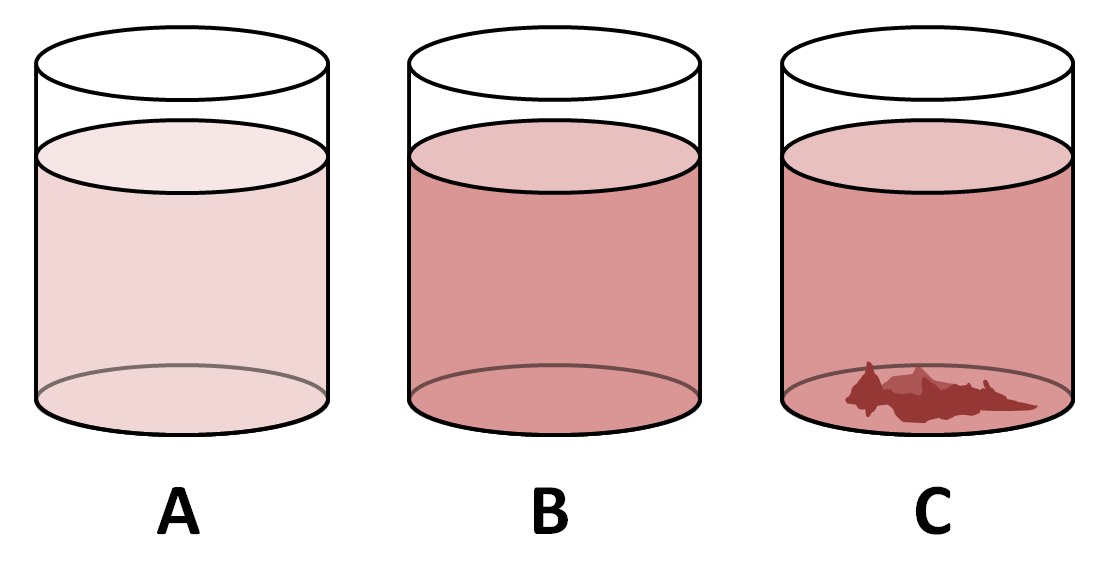
Na imagem, a solução A está insaturada, a solução B está saturada e a solução C está sobressaturada.

O termo Supersaturação (português brasileiro) ou Sobressaturação (português europeu) refere-se a uma solução que contém mais material dissolvido do que poderia ser dissolvido pelo solvente em circunstâncias normais. Também pode referir-se ao vapor de um composto que tem uma pressão maior (parcial) do que pressão de vapor daquele composto. 

## Condensação
Pequenas partículas (sementes) podem disparar a separação do material dissolvido do solvente ou condensar um vapor. Em uma forma sólida essas sementes podem levar à formação de cristalitos ou grandes cristais uniformes.

## Preparação
Soluções supersaturadas são feitas quando algumas condições da solução saturada são mudadas, por exemplo, temperatura, volume (por evaporação), ou pressão.

## Exemplos
Quando o ar fica supersaturado com água, gotículas de água podem precipitar quando agitadas. Isso pode ser observado em uma câmara de nuvem. Em um contexto normal, um precipitado poderá formar-se.